# 中村浩一 (プロデューサー)
中村 浩一（なかむら こういち、1967年〈昭和42年〉12月2日 - ）は、名古屋市を拠点に活動する実業家・芸能プロモーター・パーソナリティー。広告代理店「エムディーエム」代表取締役。名古屋美少女ファクトリーdelaプロデューサー。愛知県名古屋市中村区出身。

## 略歴
愛知県名古屋市中村区生まれ。大学生の時、学生タレントとして活動するうち名古屋テレビの番組ブレーン、キャスティングとして参加。テレビ番組『平成のオキテ』『オトナになりたい』『そんなバカな』『オジャマンナイト』などを担当した。
大学卒業後も広告会社に勤務しながら、名古屋テレビの番組ブレーンを継続。7年後に退社し、名古屋で広告会社、芸能事務所を設立した。
2010年（平成22年）に「今の時代はインターネットがあれば名古屋からでも十分に情報発信ができる、地域の芸能文化を発展させ、地元を離れずに活動できる環境を確立したい」と大須を名古屋のサブカルチャーの中心地と考えてアイドルグループ『OS☆U』の創設に携わり、初代プロデューサーを務めた。
2012年（平成24年）名古屋駅西側（駅西）を拠点とするアイドルグループ『dela』を創設。プロデューサーを務める。
2025年（令和7年）初の著書『大アイドル論～名古屋に愛にきて！～』を出版。アイドルビジネスの成り立ち方、アイドルの親とのバトルなど、アイドルと地方文化について語った社会文化論。

### 年譜
- 1983年（昭和58年） - 高校でラグビーを始める。以降、クラブチームで30年間ラグビーをし続ける。
- 1987年（昭和62年） - 中京大学社会学部に入学。大学1年生のときにテレビリポーターデビュー。4年生のときには大学生タレントチーム「FIRST&FINAL PROJECT」を立ち上げ、プロデュース業を始める。中京テレビ『5時SATマガジン』レポーターとしてタレント活動を開始[2]。
- 1990年（平成2年）株式会社名大社に入社。リクルーティングコンサル営業に従事。
- 1997年（平成9年） - 総合出版業の名古屋流行発信に移籍。雑誌編集と並行してコミュニティ放送局・SHANANA!FM（現MID-FM）プロデューサーとして活動。
- 2002年（平成14年） - 独立。エムディーエムを設立（代表取締役に就任）。
- 2010年（平成22年） - 「大須スーパーアイドルユニット」構想をもとに大須商店街アイドル「OS☆U」のプロデュースを開始。
- 2012年（平成24年） - 612人の応募者から名古屋駅西拠点の新アイドルユニット「dela」をデビューさせ、プロデュースを開始。
- 2013年（平成25年） - 丸栄屋上ビアガーデンを拠点とするアイドルグループ「Sweet Surrender」のプロデュースを開始。
- 2017年（平成29年） - 7月9日～10月16日、東海ラジオにて音楽番組『J-LEGEND 1st 沢田研二』パーソナリティーを務める[7]。沢田研二ファンから反響[8]があり2019年12月29日に『J-LEGEND 2nd 沢田研二』放送[9]。
- 2022年（令和4年） - 「dela」のモデル部門を設立。アイドルグループ「グランダルメ」のプロデュー スを開始。 東京一極集中の芸能界のあり方を見直し、名古屋を芸能文化発信の一大拠点とする「エンターテインメント・シティNAGOYA」の実現のために活動。

## 人物
- 実姉が元ミス名古屋フラワーガール[1]。
- 小学校4年生のときに沢田研二とザ・タイガースに衝撃をうける。「初のカラーコンタクト」「初のビジュアル系」「初のテクノポップ」など誰もやってないことに挑戦していく姿勢に影響された[1]。
- 趣味は麻雀と、高校のクラブ活動から続けているラグビー、ポジションはフルバック。クラブチームで30年ラグビーを続ける[4]。
- 好きな言葉はラグビー用語の「one for all,all for all、1人はみんなのために、みんなは1つの目標のために」「栄冠はみんなでつないで勝ち取るもの、一人だけスターがいてもチームとしての勝利はない。ステージに立っている者もそうでない者も全員がひとつのチーム」[10][1]。
- 尊敬する人は真田幸村。自分の意思を曲げず巨大な相手に屈しない生き方が理由。自身の作詞家ペンネーム「雪村」は真田幸村からきている[11]。
- 2020年発売の週刊プレイボーイでのインタビュー記事において、「人とのつながりが蜘蛛の糸になってきた」「経営はペナントレース！負けても命があれば必ず復活できる」と持論を述べた[12]。

## プロデュース
- フジテレビ『第38回さんまの地方CM大賞』ノミネート作品『全建愛知 萌え編』（制作、2008年）
- CBCテレビ創立60周年・名古屋青年会議所60周年記念ドラマ『おかげ様で!』（スーパーバイザー、2010年）[13]
- 池田貴族チャリティーライブ「貴族大生前葬」（実行委員会事務局長、1999年）
- 名古屋カルチャーコレクション（コーディネーター、2011年）

### グループ
- EURO☆BEAUTYS（ユーロビューティーズ）（2009年）
- OS☆U（2010年）
- dela（2012年）
- Sweet Surrender（2013年）
- Grande Armée(グランダルメ）（2022年4月7日 - ）

### タレント
- 綾瀬麗奈 - 女優、レポーター
- 犬塚志乃 - 『2019ミスユニバースジャパン愛知』準グランプリ[14]
- 犬童美乃梨 - 『ヤングマガジン黒BUTA GIRL 2014』グランプリ
- 片岡かずさ - 『2015年日本レースクイーン大賞』新人グランプリファイナリスト10
- 川崎成美 - タレント、元SKE48メンバー
- 神田風音 - モデル、レポーター
- 近藤真琴 － グラビアモデル
- 坂上舞華 - 『女子高生ミスコン2018-2019』岐阜代表
- 沢口愛華 - 『ミスマガジン2018』グランプリ（講談社）[15][16][17][18][19][20][21][22]
- 沢井里奈 - 『週刊ヤングジャンプ・サキドルエース2015』ベスト3（集英社）
- 日野礼香 - 日本レースクイーン大賞グランプリ、元CanCam読者モデル
- 野呂陽菜 - モデル、エヴァンゲリオンレーシングRQ
- 早見紗英 - 『2014 CONOMi制服アワード』優秀賞、『週刊ヤングジャンプ・サキドルエース2015』ベスト3（集英社）
- 南梓 - レースクイーン
- 村田万葉 - モデル

## メディア出演
- 『J-LEGEND 1st 沢田研二』（東海ラジオ、2017年7月9日～10月16日） - パーソナリティー
- 『J-LEGEND 2nd 沢田研二』（東海ラジオ、2019年12月29日） - パーソナリティー

他多数。

## 著書
- 『大アイドル論～名古屋に愛にきて！』（アルソス、2025年2月14日）　ISBN  978-4910512051